# Georg Zauner (Bildhauer)
Georg Zauner (* 1928 in Hallstatt; † 1995 ebenda) war ein österreichischer Bildhauer.

## Leben
Georg Zauner besuchte von 1942 bis 1944 und von 1946 bis 1948 die Fachschule für Holzbildhauerei in Hallstatt, unterbrochen vom Kriegsdienst und der Sperrung der Schule. Von 1949 bis 1955 studierte er an der Akademie der bildenden Künste Wien bei Franz Santifaller, Fritz Wotruba und Herbert Boeckl.  Von 1966 bis 1972 war er Lehrer an der Berufsschule Wien Hütteldorferstraße für Holzbildhauerlehrlinge und Kursleiter für Schnitztechniken am WIFI Wien.
Bis 1973 war er als freischaffender Bildhauer in Wien tätig. Später zog er nach Hallstatt um und wurde Lehrer der Bildhauerklasse an der dortigen Bundesfachschule für Holzbearbeitung. Ab 1977 bis 1988 leitete er die Bildhauerklasse. Er lebte und arbeitete nach der Pensionierung in Hallstatt und Wien.
Zauner heiratete 1957 Maria Alice (geb. Pöll) und 1963 wurde seine Tochter Clarissa geboren.

## Werke
Wien
- Zahlreiche künstlerische Aufträge für Wohnhaus- und Parkanlagen.
- Künstlerische Ausgestaltung der Pfarrkirche Am Tabor, mit Taufstein, Kreuzweg, Betonreliefs Eucharestie und Auferstehung, vier Kunststeinreliefs Gottesknechtlieder nach Jesaja, Orgelgestaltung.

Niederösterreich
- Kriegerdenkmäler in Nöstach (Hafnerberg)[3] Raisenmarkt[4], Waldegg und Mahnmal Enzesfeld-Lindabrunn[5]
- Sparkasse Amstetten, Berufsschule für das Baugewerbe in Langenlois, Europaschule Mödling.

Oberösterreich
- Hl. Berthold in Laussa, Großplastik „Säulen des Lebens“ Großalmstraße bei Steinbach/Attersee, Volksschule Hallstatt, Volksbank, Kriegerdenkmal und Aufbahrungshalle in Obertraun, Kriegerdenkmal in Ampflwang, Salzberg Hallstatt und gesamtkünstlerische Ausgestaltung des Kultur- und Kongresshauses Hallstatt.

Werke im Besitz des Bundesministeriums für Unterricht und Kunst, OÖ Landesmuseum und in Privatbesitz in Deutschland, Österreich, USA, Schweden und Holland.

## Anerkennungen
- Jahr? Meisterschulpreis der Akademie der bildenden Künste.
- Jahr? Förderungspreis der Zentralsparkasse der Gemeinde Wien.

## Ausstellungen
Wiener Künstlerhaus, Grüne Galerie Wien, Tangente 71 Wien, Mag.Bezirksamt Wien 3, Basis Hallstatt 1975, Skulptur live 1980 Künstlerhaus, Kollektivausstellung Galerie am See Hallstatt, Künstlergilde Salzkammergut, Museum der Stadt Bad Ischl.